# フローレセントイエロー
フローレセントイエロー（Fluorescent yellow）とは、シャルトルーズイエローやライムグリーンに近い色で純色の一種。

## 近似色
- シャルトルーズイエロー
- ライムグリーン